# Milivoj Bebić
Milivoj Bebić, né le 29 août 1959 à Split en République fédérative socialiste de Yougoslavie, est un poloïste international yougoslave. Il remporte la médaille d'or lors des Jeux olympiques d'été de 1984 à Los Angeles quatre ans après avoir décroché la médaille d'argent lors des Jeux de Moscou en 1980 ainsi qu'une deuxième place lors du Championnat d'Europe de 1985 avec l'équipe de Yougoslavie.
Il a été désigné meilleur joueur du monde par la FINA à trois reprises en 1982, 1984 et 1985.
Lors d'une rencontre remportée 62 à 0 par la Yougoslavie contre le Guatemala, il s'illustre en établissant le record de buts marqués lors d'une rencontre internationale de water-polo avec vingt-huit réalisations.
Depuis 2013, il est inscrit sur la liste des membres de l'International Swimming Hall of Fame.

## Carrière
- 1975-1985 :  Pomorski SK
- 1986-1990 :  Volturno SC
- 1990-1992 :  Sportiva Nervi

## Palmarès

### En club
- Pomorski SK
  - Coupe LEN des vainqueurs de coupe :
    - Vainqueur : 1982 et 1984.

  - Supercoupe d'Europe :
    - Vainqueur : 1984.

  - Coupe de Yougoslavie :
    - Vainqueur : 1980 et 1983.

### En sélection
- Yougoslavie
  - Jeux olympiques :
    - Médaille d'or : 1984.
    - Médaille d'argent : 1980.

  - Championnat d'Europe :
    - Finaliste : 1985.

  - Jeux méditerranéens :
    - Vainqueur : 1983.